# Samuel Ajayi Crowther
Samuel Ajayi Crowther (Oxogum, c. 1809 - Lagos, 31 de dezembro de 1891), foi um bispo da Igreja Anglicana e linguista nigeriano, o mais conhecido religioso cristão africano do século XIX.
Abolicionista, foi o primeiro bispo anglicano negro, religião à qual se converteu após ser capturado e vendido como escravo várias vezes até ser finalmente libertado e ficar sob a guarda de missionários. A ele se credita o primeiro livro feito por um falante nativo africano sobre linguística, em 1843. O trabalho de Crowther é considerado, ainda, como responsável por consagrar o termo iorubá e a formação da identidade comum dos povos falantes desta língua, ao lançar em 1843 a obra Vocabulary of the Yoruba Language; a despeito disto, é modernamente visto como um religioso europeu nascido na África.
Seu neto, Herbert Macaulay, foi um dos nacionalistas nigerianos que lutaram pela independência daquele país.

## Contexto histórico
O Império de Oió sofria sua dissolução, e aquela região da África sofria ataques pelo norte da jiade islâmica que veio a culminar no Califado de Socoto, fazendo o povo iorubá viver um estado de guerra e invasões constantes; isto provocara as divisões das famílias, além da escravidão entre os próprios africanos - quadro que se agravou com a ocupação do litoral pelos europeus, também eles em busca de cativos.
A presença europeia alimentava o comércio escravista que, mesmo considerado ilegal pelo parlamento inglês (no ano de 1807 o Reino Unido promulgou o chamado Ato de Abolição) e por tratados internacionais subsequentes, continuava através do Atlântico, de forma bastante rentável.
Vários religiosos cristãos anti-escravistas haviam fundado a colônia de Serra Leoa, formada inicialmente com ex-escravos das Américas, e adotava-se um estilo de vida europeu (religião, vestuário, construções, idioma e até os nomes próprios); ali os britânicos sediaram a Esquadrão da África Ocidental que fiscalizava as embarcações, com o fim de descobrir se realizavam o transporte ilegal de escravos que, uma vez libertados, eram para lá levados e acabavam por se adaptar ao estilo de vida que se lhes impunha a realidade.

## Primeiros anos: escravidão e liberdade

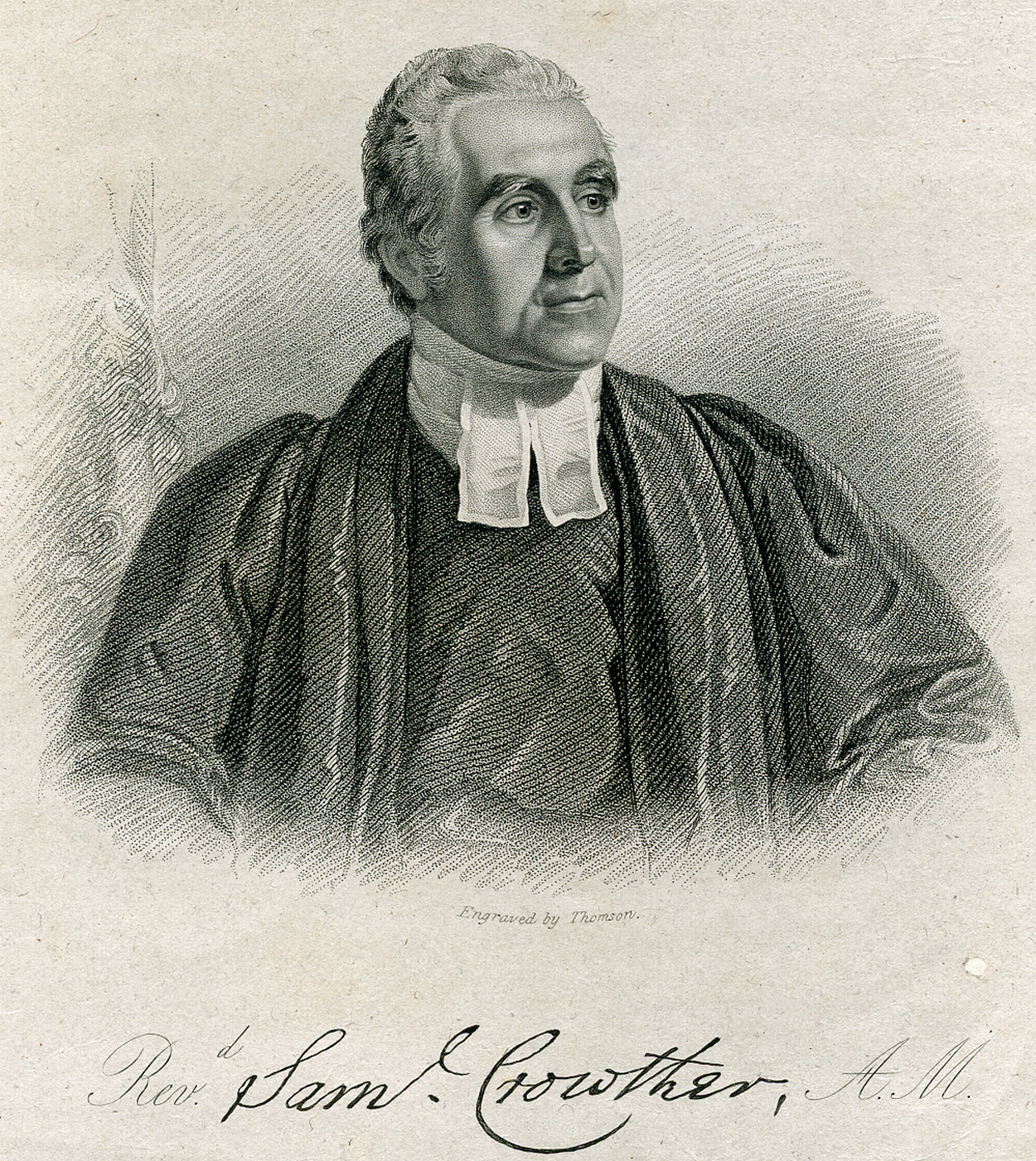
O Rev. Samuel Crowther, que inspirou o nome adotado por Ajayi

Nascido na região ocidental da Nigéria, no povoado de Oxogum, na então Iorubalândia, no final da primeira década do século XIX, Ajayi, consta que um adivinho previra que ele não se dedicaria aos orixás (divindades do panteão Iorubá), pois se devotaria ao "Deus do céu", Olorum.
Quando Crowther tinha perto de 13 anos de idade, sua cidade foi invadida por caçadores de escravos possivelmente composta por fulas e iorubás de Oió convertidos ao Islã, numa cena que lhe marcou a memória pela brutalidade e crueldade praticadas: as casas incendiadas; perseguição, captura e condução das pessoas por correntes presas ao pescoço; os incapazes de seguir viagem eram sumariamente abatidos, e o desespero aumentava com a separação das famílias.
Depois disto ele foi comercializado por seis vezes, até ser entregue a comerciantes portugueses que faziam o tráfico transatlântico; esta embarcação foi interceptada em abril de 1822 pelas naus britânicas e Crowther, junto a dezenas de outros cativos, foram levados a Serra Leoa - todos eles desorientados por terem sido deslocados de sua região nativa na África Central. A captura se deu ainda na costa nigeriana mas, ao invés de serem devolvidos a Lagos, foram conduzidos a Freetown; o navio tinha 187 escravos além de Ajayi e, enquanto estes foram libertos, o capitão e marinheiros foram postos a ferros.
Numa carta publicada em 1842 ele descreve com detalhes a experiência traumática de sua captura e escravidão, mas ao final diz ter sido este um momento abençoado, pois o proporcionou conhecer o cristianismo; em suas palavras: "Eu chamo-o de dia infeliz, porque era o dia em que fui violentamente tirado da casa de meu pai, e separado de minha família; e em que eu fui obrigado a experimentar o que é chamado de escravidão – no que diz respeito a ser chamado de abençoado, pois foi o dia que a Providência marcou para me estabelecer em minha viagem na terra do paganismo, superstição, e vício, para um lugar onde o Seu Evangelho seja pregado."
Uma vez em Serra Leoa, tem início uma nova vida para Crowther, com sua conversão ao cristianismo.

## Estudos e religião

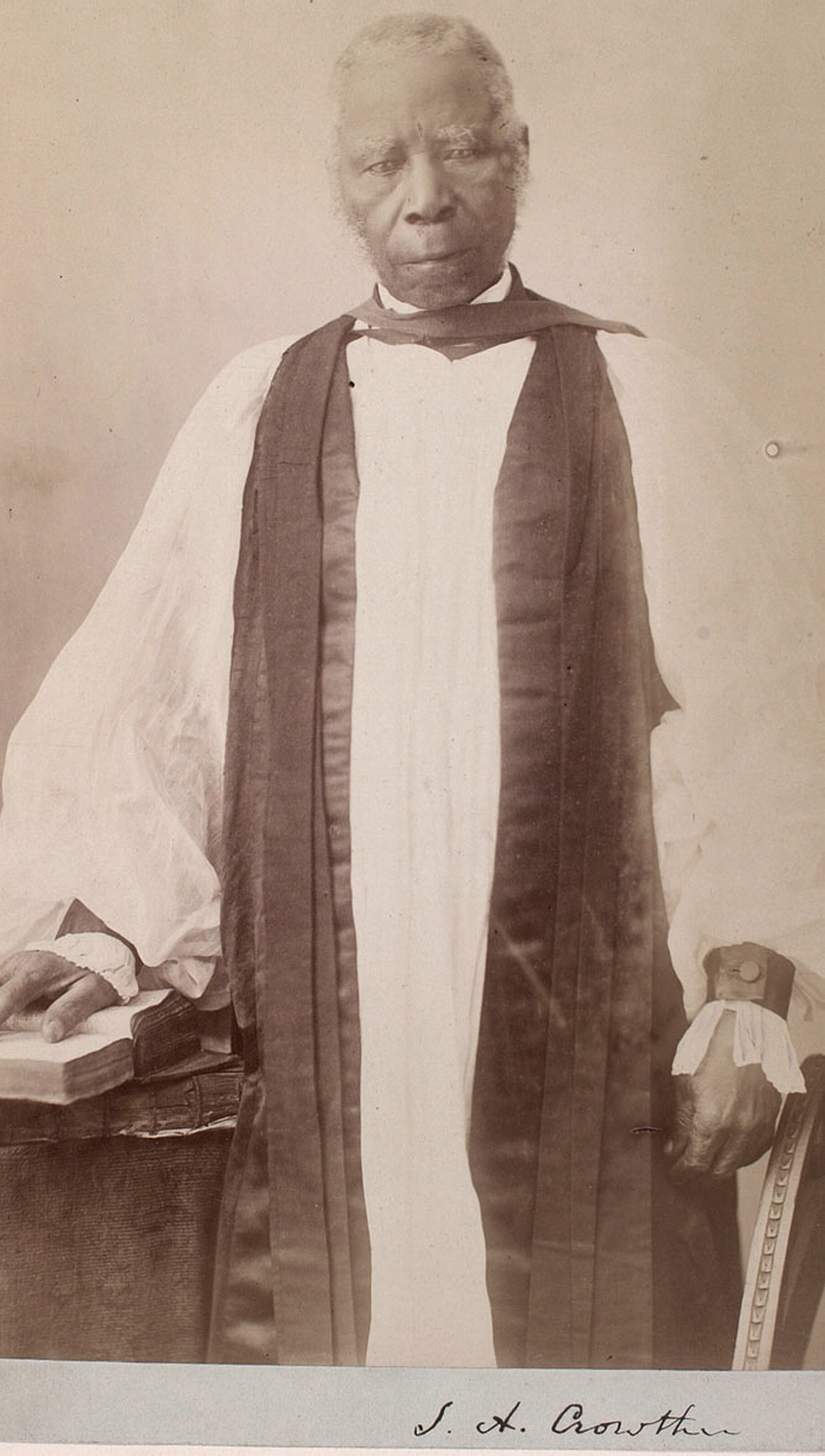
Crowther em 1867, na conferência eclesiástica de Lambeth

Após três anos em Freetown, finalmente rendeu-se ao cristianismo. Sobre essa experiência, escreveu mais tarde: 
"sobre o terceiro ano da minha libertação da escravidão do homem, eu estava convencido de outro estado pior de escravidão, ou seja, a do pecado e de Satanás. Aprouve ao Senhor abrir meu coração(...) Eu foi admitido na Igreja visível de Cristo aqui na terra como um soldado para lutar bravamente sob sua bandeira contra nossos inimigos espirituais."
O jovem Ajayi recebeu o batismo a 11 de dezembro de 1825, pelo Reverendo John Rahan da Sociedade Missionária Anglicana; após isto ele adotou o nome inglês de Samuel Crowther, em lembrança a um eminente clérigo daquela igreja com este nome.
Passou alguns anos em Serra Leoa, frequentando uma escola onde recebeu uma educação que lhe preparou para falar o idioma inglês, além de aulas de carpintaria, tecelagem e técnicas agrícolas. Já no primeiro dia de aula pedira meio penny para comprar uma cartilha de alfabetização e mais tarde veio a se tornar inspetor de alunos, função que lhe dava um pequeno rendimento.
Em 1826 foi enviado a Londres para continuar seus estudos na Igreja de Santa Maria, em Islington, mas um fato novo o fez voltar a Serra Leoa: a missão anglicana, em 1827, fundara o Fourah Bay College e Crowther foi enviado para ali estudar, sendo o seu primeiro aluno matriculado.
Crowther foi então nomeado para trabalhar como mestre-escola nas novas aldeias criadas para receber os libertados dos navios negreiros.
Na Expedição do Níger, em 1841, Crowther mostrou sua competência como intérprete, e foi então levado à Inglaterra, a fim de concluir os estudos e se ordenar.
Ordenou-se a 11 de junho de 1843, pelo bispo de Londres à época Charles James Blomfield, sendo o primeiro africano a receber esta ordem; ao fim deste mesmo ano retornou para a África e inaugurou uma missão em Abeokuta junto ao missionário inglês, Henry Townshend; a 3 de dezembro pronunciou, em inglês, seu primeiro sermão.
A missão em Abeokuta tivera, além de Twonshend, o missionário alemão C. A. Gollmer e Crowther a chefiá-la, e contava com dezenas de ex-escravos libertos treinados em carpintaria e construção que também atuavam como professores; para a defesa desta empreitada Crowther viajou à Inglaterra em 1851 e ali visitou os principais políticos e foi recebido pela Rainha Vitória, e causando grande impressão por sua intelectualidade (o que demonstrava aos ingleses o sucesso das missões).
Apesar da oposição do clero britânico, Ajayi sagrou-se o primeiro bispo negro em 1864, mesmo ano em que concluiu seu doutorado pela Universidade de Oxford. Ele foi consagrado bispo no dia de São Pedro em 1864, pelo Arcebispo Charles Longley, na Catedral de Canterbury. A licença da Rainha Vitória para a consagração de Crowther como bispo o autorizou e o capacitou como "Bispo da Igreja Unida da Inglaterra e Irlanda nos ditos países da África Ocidental além dos limites de nossos domínios."  Mais tarde, ele conheceu a Rainha Vitória e leu a oração do Senhor para ela em iorubá, que ela descreveu como suave e melodiosa. Um marco pioneiro de seu episcopado foi a abertura de uma nova linha de diálogo cristão-muçulmano na África.
Crowther também era um nacionalista africano e se opôs repetidamente às invasões do governo colonial britânico na Nigéria e à ideia de que a disseminação do cristianismo promoveria os interesses britânicos na Nigéria. Quando o senso britânico de superioridade racial aumentou novamente a partir de 1880, os africanos, particularmente em posições de liderança, foram cada vez mais criticados e substituídos. Em 1890, dois missionários europeus acusaram pastores africanos de praticar ou tolerar fraude e imoralidade. Como bispo, Crowther foi responsável por essas práticas anticristãs. Em 1890, pouco mais de um ano antes de sua morte, ele foi forçado a sair da Missão do Níger por brancos e renunciou em protesto. Ele também desistiu de seu posto como Bispo do Níger em decepção, após o que um britânico assumiu.
Sofreu um derrame em 1891, vindo a falecer no último dia daquele ano.

## Obras linguísticas e traduções

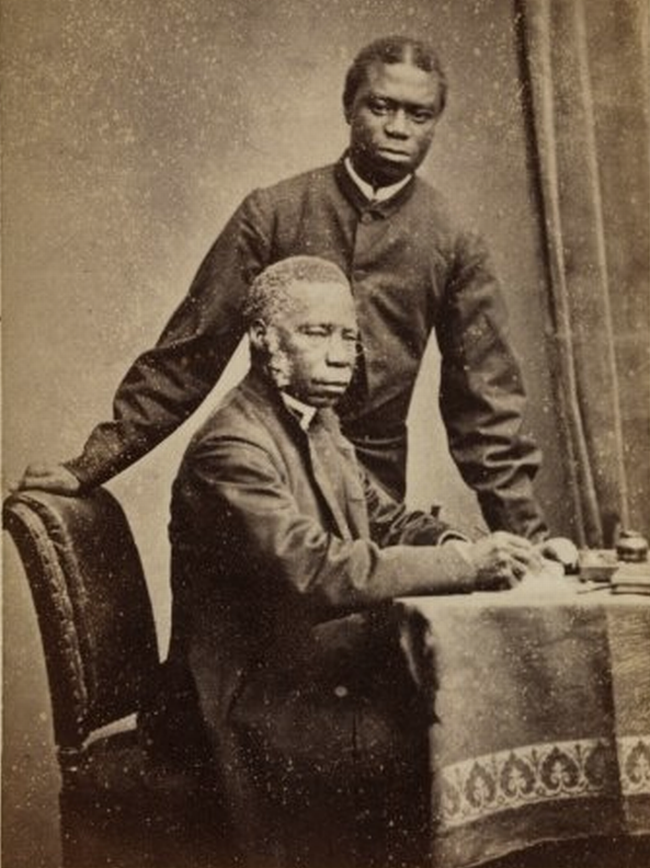
Samuel Ajayi com o filho Dandeson (c. 1870)

O reverendo Rahan, que lhe batizara, compreendera que Crowther poderia ser uma importante ligação com os falantes do iorubá; a língua não tinha grande importância anteriormente e a preocupação dos missionários era a de ensinar o inglês, mas Rahan notara que, assim como acontecera ao pupilo, o resgate de escravos havia aumentado exponencialmente a população de falantes iorubás, tornando-a uma das línguas principais em Serra Leoa.
No período de 1828 a 1830, período no qual Ajayi cursava a faculdade, Rahan publicou três livros sobre o Iorubá com a sua colaboração efetiva; consta que também colaborou com a pioneira nos estudos das línguas africanas, a quaker Hannah Kilham.
Muitos dos escravos libertos haviam feito o caminho de volta a Iorubalândia, onde se fixaram sem, contudo, perderem os vínculos feitos em Freetown e com o cristianismo; também um outro fator teve importância nesta época, que foi a expedição investigativa de Sir Thomas Fowell Buxton, em 1841, ao Níger; de caráter humanitária, visava estabelecer formas para o fim do comércio escravista na África e, para isto, eram necessários intérpretes; um foi o missionário alemão J. F. Schön, e o outro foi Crowther.
Schön aprendera várias das línguas nativas falando com os ex-escravos que, oriundos de diversas partes, compunham um vasto laboratório para o aprendizado dos idiomas falados em quase toda a África Ocidental; a universidade de Fourah Bay por outro lado, representava uma base para o estudo e treinamento.

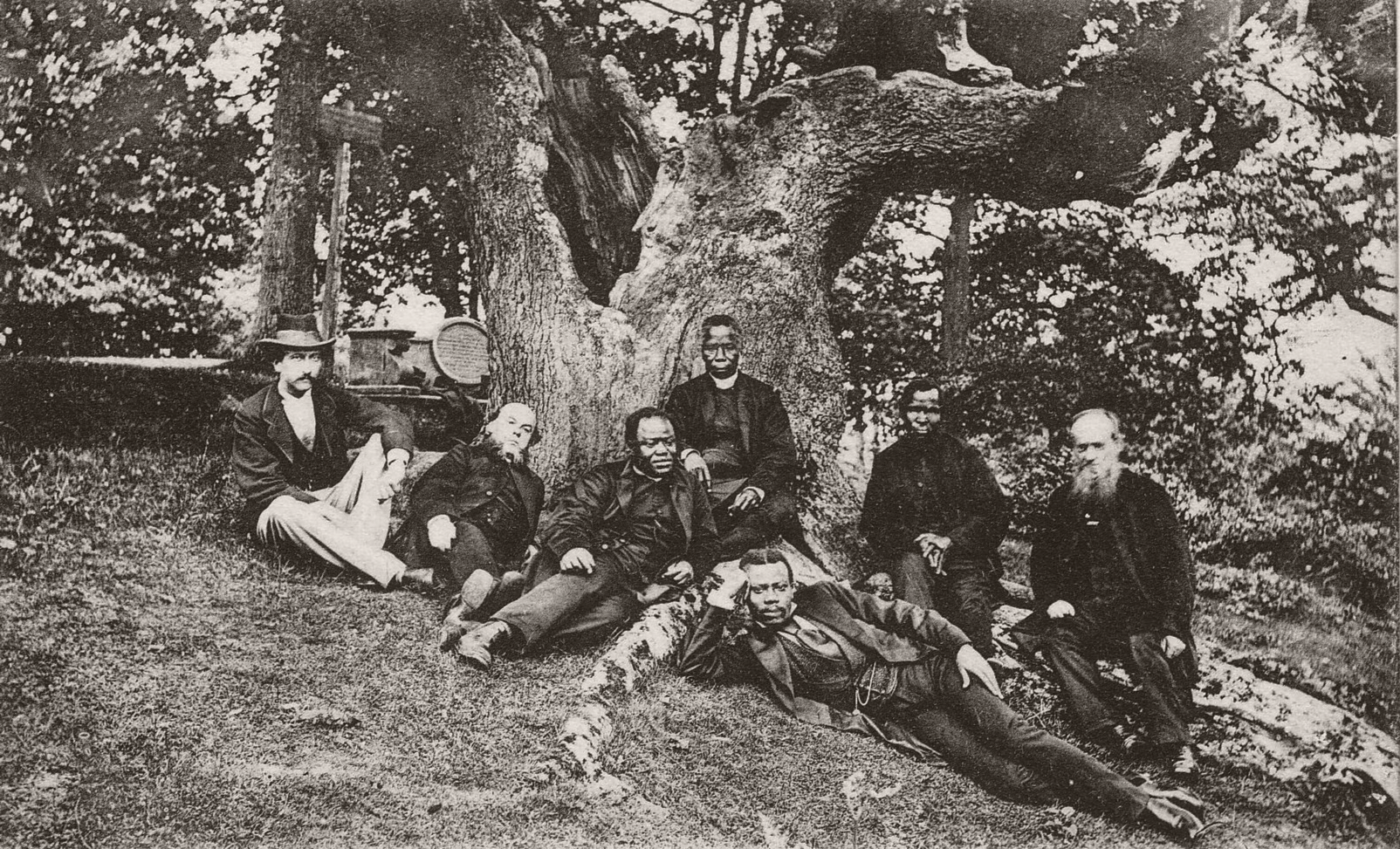
Crowther (ao centro) com missionários em Keston, 1873

Ajayi publicou no mesmo ano de sua ordenação, 1843, o "Yoruba Vocabulary" (Vocabulário Iorubá, em livre tradução), que contém um ensaio sobre a estrutura gramatical do idioma, como fruto de sua expedição nigeriana. Após a publicação do "Vocabulário", Crowter traduziu ao iorubá um livro de preces anglicano - o Book of Common Prayer.
Após novas expedições britânicas na Nigéria em 1854 e 1857, produziu uma cartilha em ibo, publicada em 1857, outra para a língua nupé (1860), idioma que quatro anos depois mereceu dele a publicação de uma gramática completa, com vocabulário.
Ele passara a anotar palavras e expressões idiomáticas, especialmente aquelas que ouvia junto aos mais velhos nas discussões que travava com os muçulmanos ou praticantes da tradicional religião iorubá.
Após onze anos reunindo suas observações e manuscritos com traduções, veio a perder esse material quando sua casa foi incendiada, em 1862.
Durante todo o tempo trabalhou na primeira tradução da Bíblia para um idioma africano, o iorubá - a Bibeli Mimá, trabalho que ao final coordenou até ser finalmente publicada em meados da década de 1880.